# Le Jeune Acteur
Le Jeune Acteur 1 : Aventures de Vincent Lacoste au cinéma est le premier tome d’une série de bandes dessinées de Riad Sattouf sur l'acteur Vincent Lacoste, publié aux éditions Les Livres du futur. Il reprend les débuts de Lacoste au cinéma dans leur premier film commun à succès Les Beaux Gosses, réalisé par Riad Sattouf et sorti en 2009.